# AK-103
AK-103 je ruska jurišna puška dizajnirana na temelju poznatog modela AKM iz obitelji Kalašnjikov. Uz AKM-ov dizajn, AK-103 primjenjuje i značajke nastale pri razvoju modela AK-74 i AK-74M. Npr. umjesto metalnih ili drvenih komponenti koristi se plastika kako bi se smanjila ukupna težina oružja. Puška može biti opremljena različitim dodacima kao što su laser, dnevna i noćna optika, supresor zvuka i bacač granata GP-30.

## Detalji dizajna
AK-103 koristi crni orebreni okvir izrađen od fenolnih smola te kapaciteta 30 metaka, a može biti kompatibilan i kod modela AKM. Inačica AK-104 je kompaktna verzija AK-103. Ona kombinira značajke starijeg karabina AKS-74U sa značajkama puške AK-74M, čime je stvoren precizan karabin. AK-103 i AK-104 koriste streljivo kalibra 7.62x39mm.

## Korisnici
- Rusija: koriste ga različite specijalne policijske jedinice.[1]
- Bahrein: ruska tvrtka Rosoboronexport koja se bavi izvozom i prodajom domaćeg oružja dogovorila je prodaju AK-103 Bahreinu u ukupnoj vrijednosti 10 milijuna USD.[2] U tu vrijednost su uključeni i bacači granata namijenjeni puškama te streljivo.[3]
- Etiopija: vojna industrija Gafat Armament Engineering Complex proizvodi puške AK-103 u Etiopiji.[4]
- Indija: indijske privatne tvrtke proizvode AK-103 na temelju licence koju im je dodijelila ruska vojna industrija IŽMAŠ.[5]
- Iran: u službi iranske mornaričke pješačke jedinice Takavaran.[6]
- Libija: oružje je viđeno na fotografijama anti-gadafijevih snaga i lojalista tijekom Građanskog rata u Libiji.[7][8]
- Maroko: koristi se u ograničenoj količini u Kraljevskoj marokanskoj vojsci.[6]
- Sirija: u službi sirijskih komandosa.
- Venezuela: u svibnju 2005. godine Ministarstvo obrane Bolivarijanske Republike Venezuele je potpisalo ugovor s ruskom državnom korporacijom Rosoboronexport o kupnji 100.000 jurišnih pušaka AK-103, kao i nabavu strojeva i tehnologije za proizvodnju odgovarajućeg streljiva.[9] Prva pošiljka od 30.000 pušaka stigla je u Venezuelu 3. lipnja 2006. Druga pošiljka od 32.000 pušaka je dostavljena 30. kolovoza iste godine. Treća i posljednja pošiljka je dostavljena 29. studenog 2006. Tim automatskim puškama Venezuela je namjeravala zamijeniti oko 60.000 belgijskih pušaka FN FAL kao i istih tih pušaka domaće proizvodnje. U gradu Maracayju je otvoren proizvodni pogon koji godišnje može proizvesti 50.000 pušaka AK-103.[10][11] Danas je AK-103 standardno oružje venezuelanske vojske.

## Vanjske poveznice
- Web stranica proizvođača o AK-103  Arhivirana inačica izvorne stranice od 14. travnja 2014. (Wayback Machine)
- AK-103 na World.gunms.ru  Arhivirana inačica izvorne stranice od 14. srpnja 2007. (Wayback Machine)
- Galerija slika o AK-103
- Galerija slika o AK-104